# Tombow
Tombow és com es coneix  Tombow Pencil Co., Ltd una empresa japonesa que fabrica i ven articles de papereria com ara llapis i gomes d'esborrar.
L'empresa va ser fundada el 2 de febrer de 1913 com els Srs "Tombow" i des de llavors s'ha convertit en un negoci internacional. Amb seu a Tòquio amb 841 empleats a 2018. El seu logo és una libelula en vermell.
Es troba entre les millors empreses d'escriptura i de papereria del món.
Les marques que treballa amb Mono, Pitt i Zoom. Mono és una goma d'esborrar i va ser llançada al mercat a 1969.
El seu director és Akihiro Ogawa.